# Similkameen (circonscription britanno-colombienne)
Pour les articles homonymes, voir Similkameen.
Circonscription électorale provinciale du Canada
Similkameen est une ancienne circonscription provinciale de la Colombie-Britannique représentée à l'Assemblée législative de la Colombie-Britannique de 1903 à 1966.

## Géographie
La circonscription était situé près de la rivière Similkameen dans le sud de la province. 

## Liste des députés
| Législature                                                                        | Années      | Député      | Député                     | Parti               |
| Similkameen                                                                        | Similkameen | Similkameen | Similkameen                | Similkameen         |
| ---------------------------------------------------------------------------------- | ----------- | ----------- | -------------------------- | ------------------- |
| 10e                                                                                | 1903–1907   |             | Lytton Wilmot Shatford     | Conservateur        |
| 11e                                                                                | 1907–1909   |             | Lytton Wilmot Shatford     | Conservateur        |
| 12e                                                                                | 1909–1912   |             | Lytton Wilmot Shatford     | Conservateur        |
| 13e                                                                                | 1912–1916   |             | Lytton Wilmot Shatford     | Conservateur        |
| 14e                                                                                | 1916–1918   |             | Lytton Wilmot Shatford     | Conservateur        |
| 14e                                                                                | 1918-1920   |             | William Alexander McKenzie | Conservateur        |
| 15e                                                                                | 1920–1924   |             | William Alexander McKenzie | Conservateur        |
| 16e                                                                                | 1924–1928   |             | William Alexander McKenzie | Conservateur        |
| 17e                                                                                | 1928–1933   |             | William Alexander McKenzie | Conservateur        |
| 18e                                                                                | 1933–1937   |             | Charles Herbert Tupper     | Libéral             |
| 19e                                                                                | 1937–1941   |             | Charles Herbert Tupper     | Libéral             |
| 20e                                                                                | 1941–1945   |             | Bernard George Webber      | Social-démocratique |
| 21e                                                                                | 1945–1949   |             | Reginald Robert Laird      | Coalition           |
| 22e                                                                                | 1949–1952   |             | Maurice Patrick Finnerty   | Coalition           |
| 23e                                                                                | 1952–1952   |             | Harry Denyer Francis       | Créditiste          |
| 23e                                                                                | 1952-1953   |             | Einar Maynard Gunderson    | Créditiste          |
| 24e                                                                                | 1953–1956   |             | Frank Richter Jr.          | Créditiste          |
| 25e                                                                                | 1956–1960   |             | Frank Richter Jr.          | Créditiste          |
| 26e                                                                                | 1960–1963   |             | Frank Richter Jr.          | Créditiste          |
| 27e                                                                                | 1963–1966   |             | Frank Richter Jr.          | Créditiste          |
| Circonscription fusionnée à Grand Forks-Greenwood pour former Boundary-Similkameen |             |             |                            |                     |